# 코리아 그랑프리

코리아 그랑프리(영어: Korean Grand Prix)는 대한민국에서 열리는 포뮬러 원 대회이다. 대한민국은 2010년부터 2013년까지 그랑프리를 개최했으며 전라남도 영암군 삼호읍에 있는 코리아 인터내셔널 서킷에서 열렸다.

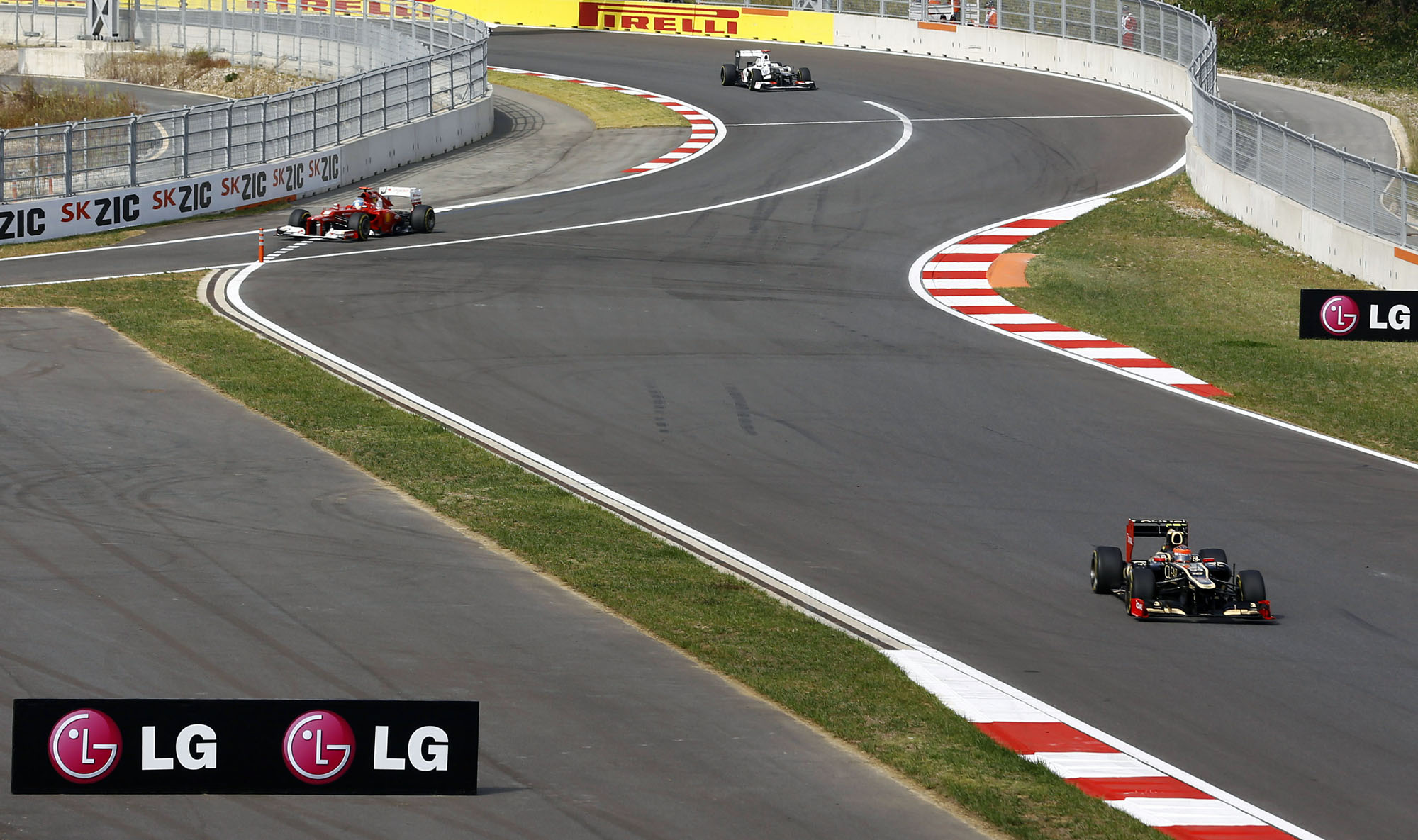
2012년 코리아 그랑프리

## 1차 개최 시도
1995년 전라북도는 대한민국의 기업 세풍으로부터 포뮬러 원 유치 계획을 통보받고 1996년 포뮬러 원은 군산에 유치되었다. 세풍은 1997년 말까지 포뮬러 원 경기장을 완공할 예정이었으며 포뮬러 원은 1998년 10월 군산에서 개최될 예정이었으나 1998년 세풍이 워크아웃 대상 기업으로 선정되며 1997년 11월 기공식을 가졌던 포뮬러 원 경주장 공사는 1998년 9월 중단되었다. 포뮬러 원 개최는 개최일을 연기하여 2000년 10월 개최할 예정이었으나 무산되어, 결국 개최지를 전라남도 영암으로 옮겨 개최하기로 결정하였다.

## 역대 우승자
| 년   | 드라이버        | 제작자      | 보고서 |
| ---- | --------------- | ----------- | ------ |
| 2013 | 제바스티안 페텔 | 레드불-르노 | Report |
| 2012 | 제바스티안 페텔 | 레드불-르노 | Report |
| 2011 | 제바스티안 페텔 | 레드불-르노 | Report |
| 2010 | 페르난도 알론소 | 페라리      | Report |

## 같이 보기
- 포뮬러 원
- 코리아 인터내셔널 서킷